# Jorge Galeano Gómez
Jorge Alfonso Galeano Gómez nació en Bolívar, municipio del departamento de Santander, el 25 de junio de 1918, y falleció en Bogotá el 20 de mayo de 2007, hijo de los señores Otoniel Galeano y Benilda Gómez González.

## Carrera de policía
Aprovechando su destreza como caligrafista, logró ingresar a las fuerzas de Policía de Colombia, para desempeñarse como escribiente de varias dependencias, principalmente del Archivo General de la Institución, alcanzando en esa labor el rango de Alférez. Una vez fundada la Escuela de Cadetes de Policía General Santander, fue escalafonado en 1943 al segundo curso de oficiales, alcanzando el grado de subteniente ese mismo año. Pasó por las unidades de policía de Ferrocarriles Nacionales, Guajira, Boyacá, San Andrés, Santander, Servicios Especiales, Magdalena, Tolima, Córdoba y Valle del Cauca. En 1956 fue comisionado a la Academia de Policía de Nueva York con el fin de adelantar un curso y fue promovido a teniente coronel, rango en el que solicitó su retiro del servicio activo en 1957.

## Cargos políticos
Los hechos del 9 de abril de 1948 sucedieron mientras desempeñaba el cargo de alcalde de Duitama con el rango de teniente efectivo. Otra fecha crítica, el 13 de junio de 1953, cuando el general Gustavo Rojas Pinilla derrocó al presidente Laureano Gómez, el entonces mayor Galeano asistió a la sede de la Gobernación de Santander en su calidad de comandante de la división de Policía en esa jurisdicción para apoyar las disposiciones del gobierno departamental, pero al notar la ausencia del mandatario y de acciones de gobierno, comenzó a despachar desde allí, de tal forma que el presidente Rojas, conocedor de esa situación, decidió ratificar a Galeano como gobernador de Santander, cargo en el que permaneció por unos días mientras el gobierno encontraba a un sucesor.